# Gotha Go 345
Dimensions
Le Gotha Go 345 est un planeur d'assaut, conçu en Allemagne en 1944.

## Aéronefs comparables
- Waco CG-4